# そらのしるし
『そらのしるし』は、日本のソロユニット・My Little Loverの8枚目のオリジナルアルバム。2009年11月18日にOORONG RECORDSより発売された。

## リリース・音楽性
CD+DVD盤とCD盤の2形態で発売。初回限定で紙ジャケット仕様になっている。2009年12月20日から27日まで東京・大阪・名古屋で開催されたライブツアー『acoakko party - Stray Sheep Night!』の抽選先行受付が封入されている。
オリジナルアルバムとしては、前作『アイデンティティー』以来約1年半ぶりのリリースとなり、OORONG RECORDSに移籍後初のアルバムとなる。シングルとしてリリースされた「音のない世界」「時のベル」「blue sky」を含む全11曲が収録されており、DVDには収録曲のミュージック・ビデオやメイキング映像のほか、ライブ映像が収録されている。
「負け犬くん」「月の船」では、レミオロメンの前田啓介が作曲および編曲を担当している。また、「ほしつきよる」「背景のような空」はakko自身で作曲も行なっている。
本作のアートディレクターはCoq Graphicsが担当。

## 収録曲

### CD
- 全作詞・プロデュース：akko

1. blue sky [5:40]
  - 作曲：松浦友也 / 編曲：皆川真人

23rdシングル。
キリンMCダノンウォーターズ「DANONE BODY-ism」CMソング[6]。
akkoはデモ段階で本楽曲がアルバムの1曲目だと心に決めていたという[5]。
2. 負け犬くん [3:21]
  - 作曲・編曲：前田啓介

本楽曲について、akkoは「勝ち組、負け組みたいなことに反発する気持ちもありつつ、その白黒はっきりさせるところ以外にある、切なさや儚さ、人間の脆さみたいなところをフィーチャーしたかった。その曖昧さから、大切な何かを読み取っていきたい、そんなメッセージを込めた曲」と紹介している[5]。
3. ほしつきよる [5:41]
  - 作曲：akko / 編曲：近田潔人

タイトルは、フィンセント・ファン・ゴッホの作品『星月夜』から[5]。
4. 音のない世界 [5:21]
  - 作曲：松浦友也 / 編曲：皆川真人

22ndシングル。
TBS系愛の劇場『ラブレター』主題歌[7]。
5. ストレイシープ [4:17]
  - 作曲：松浦友也 / 編曲：安達練

本楽曲について、akkoは「政権交代したり不景気だったり、温暖化の影響で自然災害が多かったりと、なんだか怖いことが多いけど、心の中にファンタジーをしっかり持って、がんばって乗り越えていきたいな～という願いを込めています」とコメントしている[5]。
6. 時のベル [5:03]
  - 作曲：tetsuhiko / 編曲：皆川真人

22ndシングル。
ダイハツ「ミラ」CMソング[8]。
7. マイムマイム [5:08]
  - 作曲：松浦友也・akko / 編曲：近田潔人

モチーフはイスラエル民謡『マイム・マイム』[5]。
8. 月の船 [6:22]
  - 作曲・編曲：前田啓介 / 弦編曲：前田啓介・四家卯大

ディノス「フジテレビフラワーネット」CMソング[9]。
ドラムはMr.Childrenの鈴木英哉が演奏している[5]。
本楽曲について、akkoは「時に自分のことでさえよくわからなくなるのに、例えば愛する人、恋人でも家族でも、誰に対してでもそうだけど、全てをわかりあえるなんて絶対にありえないと思う。だからこそ、それを認めた上で、その大切な人を想う感覚を体で感じる、実感することによって、とてもリアルに鮮やかに、心の中から勇気が出るのだと思う」「『あなたを想う感覚が私をこんなにも強くさせる』これが全てなんじゃないかと思ったりして、、そんな想いを込めました」と紹介している[5]。
ミュージック・ビデオが制作された（後述）。
ベスト・アルバム『Best Collection』にも収録された。
9. try [4:43]
  - 作曲：松浦友也 / 編曲：皆川真人

23rdシングル『blue sky』カップリング曲。
10. ちいさなロマンス [3:50]
  - 作曲・編曲：森俊之・古川昌義・akko

acoakkoのメンバー（森・古川）と制作した楽曲[5]。
11. 背景のような空 [4:44]
  - 作曲：akko / 編曲：森俊之・古川昌義・akko

本アルバムで最初に出来た楽曲[5]。

### DVD
1. 音のない世界 -Music Clip-
監督は野田智雄が務めた。My Little Loverの公式YouTubeチャンネルでも公開されている。
2. blue sky -Music Clip-
監督は野田智雄が務めた。My Little Loverの公式YouTubeチャンネルでも公開されている。
3. 月の船 -Music Clip-
監督は野田智雄が務めた。My Little Loverの公式YouTubeチャンネルでも公開されている。
4. 月の船 Music Clip メイキング
5. 音霊 OTODAMA SEA STUDIO 2009.8.26 スペシャルオフショットムービー
6. 風と空のキリム（ANNIVERSARY LIVE 2008.5.1 at 渋谷C.C.Lemonホール）
7. traveling with nature（ANNIVERSARY LIVE 2008.5.1 at 渋谷C.C.Lemonホール）

## 参加ミュージシャン
- 西川進：A. Guitar (#1, #4, #9), E. Guitar (#1, #4, #9)
- 前田啓介：E. Guitar (#2), Bass (#1, #2, #8), Programming (#2)
- 近田潔人：A. Guitar (#3), E. Guitar (#3, #5, #7), Programming (#3, #7)
- 名越由貴夫：A. Guitar (#8), E. Guitar (#6, #8)
- 清水ひろたか：A. Guitar (#9), E. Guitar (#9)
- 古川昌義：A. Guitar (#10, #11), E. Guitar (#10), Bass (#10, #11)
- akko：A. Guitar (#11)
- イワイエイキチ：Bass (#3)
- 上田ケンジ：Bass (#4)
- キタダマキ：Bass (#6, #9)
- 皆川真人：Piano (#4), A. Piano (#1, #3, #6, #8, #9), Keyboards (#2), Programming (#1, #4, #6, #9), A. Guitar (#6), Tubula bells (#6)
- 森俊之：A. Piano (#10, #11), Prophet5 (#10, #11), Programming (#10, #11)
- 弦一徹ストリングス：Strings (#4)
- 四家卯大：Strings (#8)
- 沖祥子：Strings (#8)
- 國分建臣：Drums (#1)
- 佐野康夫：Drums (#3)
- 松永俊弥：Drums (#4)
- 白根賢一：Drums (#6)
- 鈴木英哉：Drums (#8)
- あらきゆうこ (mi-gu)：Drums (#9)